# Warren (Minnesota)
Warren es una ciudad ubicada en el condado de Marshall en el estado estadounidense de Minnesota. En el Censo de 2010 tenía una población de 1563 habitantes y una densidad poblacional de 419,66 personas por km².

## Geografía
Warren se encuentra ubicada en las coordenadas 48°11′38″N 96°46′8″O / 48.19389, -96.76889. Según la Oficina del Censo de los Estados Unidos, Warren tiene una superficie total de 3.72 km², de la cual 3.72 km² corresponden a tierra firme y (0%) 0 km² es agua.

## Demografía
Según el censo de 2010, había 1563 personas residiendo en Warren. La densidad de población era de 419,66 hab./km². De los 1563 habitantes, Warren estaba compuesto por el 97.18% blancos, el 0.45% eran afroamericanos, el 0.32% eran amerindios, el 0.32% eran asiáticos, el 0% eran isleños del Pacífico, el 1.22% eran de otras razas y el 0.51% pertenecían a dos o más razas. Del total de la población el 2.56% eran hispanos o latinos de cualquier raza.